# Ludwig Finscher
Ludwig Finscher (ur. 14 marca 1930 w Kassel, zm. 30 czerwca 2020 w Wolfenbüttel) – niemiecki muzykolog.

## Życiorys
W latach 1949–1954 studiował u Rudolfa Gerbera na uniwersytecie w Getyndze, gdzie w 1954 roku obronił pracę doktorską pt. Die Messen und Motetten Loyset Compères. W roku akademickim 1955/1956 był współpracownikiem Waltera Wiory w Deutsches Volksliedarchiv we Fryburgu Bryzgowijskim, od 1956 roku natomiast pracował jako asystent na uniwersytecie w Getyndze. Pracował też jako asystent w instytutach muzykologii na uniwersytetach w Kilonii (1960–1965) i Saarbrücken (1965–1968). W 1967 roku uzyskał habilitację na podstawie pracy Das klassische Streichquartett und seine Grundlegung durch Joseph Haydn. Od 1968 do 1981 roku był profesorem i dyrektorem instytutu muzykologii na uniwersytecie we Frankfurcie nad Menem. 
W latach 1961–1974 był redaktorem naczelnym kwartalnika „Die Musikforschung”. Był przewodniczącym Gesellschaft für Musikforschung (1974–1977) oraz wiceprzewodniczącym (1972–1977) i przewodniczącym (1977–1982) Międzynarodowego Towarzystwa Muzykologicznego. W 1994 roku został redaktorem naczelnym 2. wydania encyklopedii muzycznej Die Musik in Geschichte und Gegenwart. Został odznaczony orderem Pour le Mérite (1994) oraz Wielkim Krzyżem Zasługi z Gwiazdą Republiki Federalnej Niemiec (1997). W 2006 roku otrzymał nagrodę Balzana. Od 2008 roku był członkiem Bayerische Akademie der Schönen Künste.
Jako muzykolog prowadził aktywną działalność w zakresie wydawnictw źródłowych. W ramach serii „Corpus Mensurabilis Musicae” opublikował dwa tomy dzieł zebranych Franchinusa Gaffuriusa (1955, 1967) oraz 15 tomów dzieł wszystkich Loyseta Compère’a (1958–1972). W 1976 roku wspólnie z Kurtem von Fischerem zainicjował wydanie dzieł wszystkich Paula Hindemitha. Opublikował m.in. prace Geschichte der Evangelischen Kirchenmusik (Kassel 1965, wyd. ang. pt. Protestant Church Music: A History 1974), Quellenstudien zu Musik der Renaissance (2 tomy, Monachium 1981 i Wiesbaden 1983), Ludwig van Beethoven (Darmstadt 1983), Die Musik des 15. und 16. Jahrhunderts (Laaber 1989) oraz Die Mannheimer Hofkapelle im Zeitalter Carl Theodors (Mannheim 1992).